# Auguste Forel

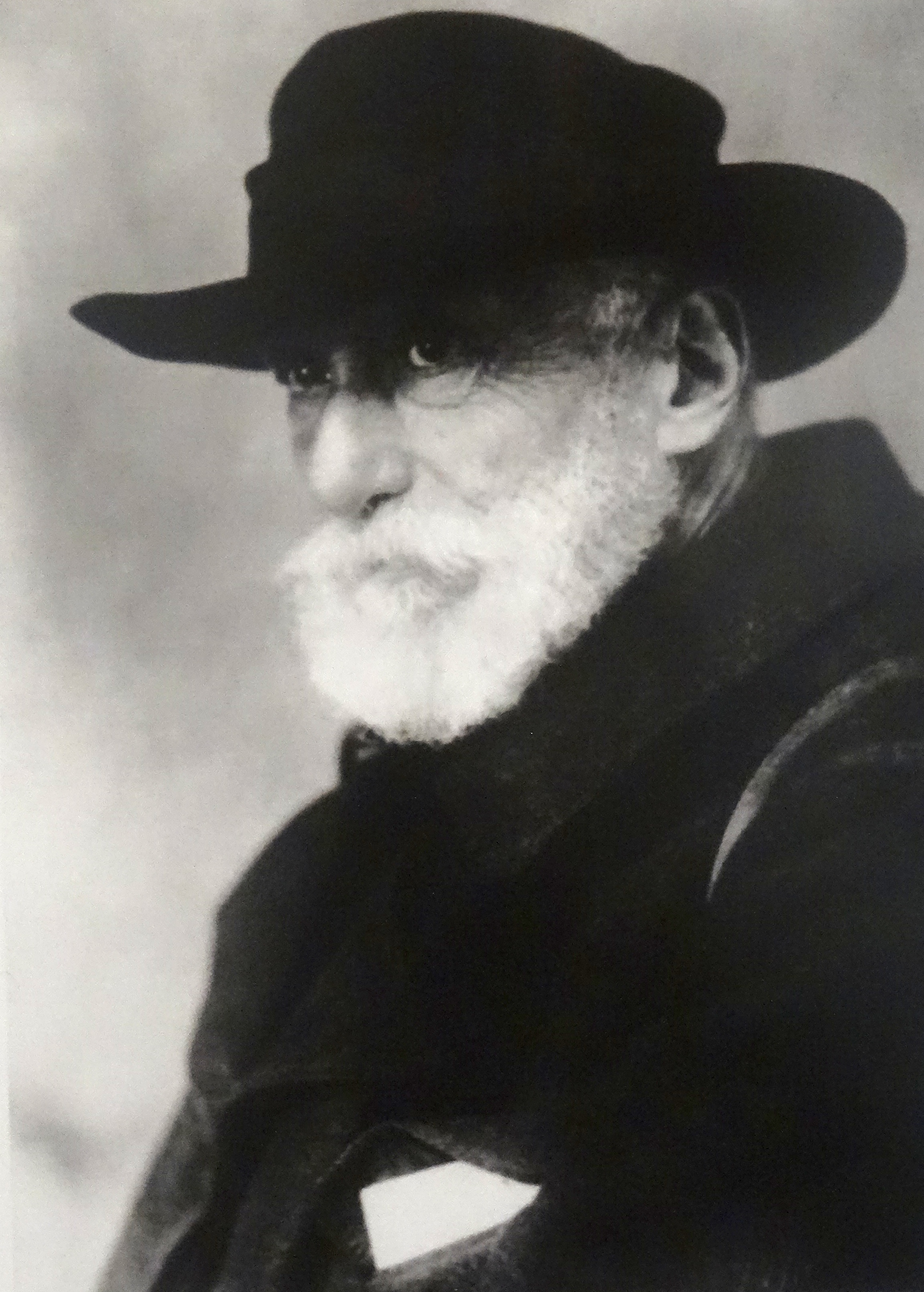
Auguste Forel.

Auguste Forel (Morges, cantón de Vaud, 1 de septiembre de 1848 - Yvorne, 27 de julio de 1931) fue un entomólogo, neuroanatomista y psiquiatra suizo. Se formó en psiquiatría con Bernhard von Gudden.

## Biografía
Conocido por sus trabajos sobre las hormigas, Forel también es uno de los pioneros de la sexología en Suiza y en Europa. Además se implicó mucho en la lucha contra el alcoholismo. Fue profesor en la universidad de Zúrich y director de la clínica Burghölzli de 1879 a 1898. Principal promotor del eugenismo en Suiza, practicó esterilizaciones forzadas en esta clínica.
Es el padre del psiquiatra Oskar Forel.
Auguste Forel figuraba en los billetes de 1000 francos.
Después de conocer la religión de su yerno Arthur Brauns (casado con su hija Martha), en 1920 se hizo miembro del bahaismo, abandonando sus anteriores puntos de vista racistas y socialistas, 

## Abreviatura (zoología)
La abreviatura Forel  se emplea para indicar a Auguste Forel como autoridad en la descripción y taxonomía en zoología.

## Obras principales
- 1872 Les fourmis de la Suisse
- 1905 La question sexuelle (traducida a muchos idiomas)